# 科瓦切夫齊
42°33′N 22°49′E / 42.550°N 22.817°E
科瓦切夫齊是位於保加利亞西部佩爾尼克州的一個村莊。也是科瓦切夫齊行政區的行政中心。科瓦切夫齊參加了保加利亞獨立時期對土耳其人的鬥爭。科瓦切夫齊是保加利亞共產主義時期領導人格奧爾基·季米特洛夫的故鄉。

## 外部連結
- Kovachevtsi municipality website （页面存档备份，存于） （保加利亚文）